# Чипко

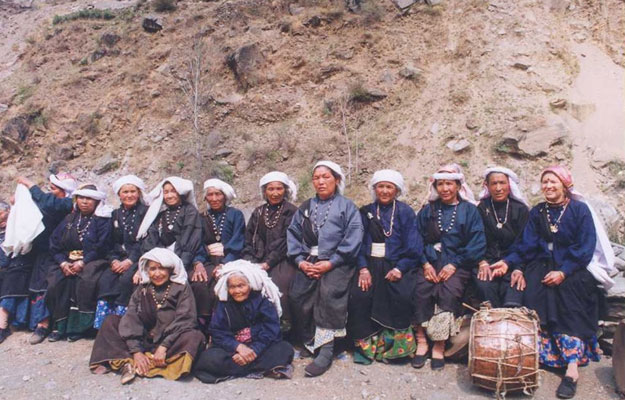
Выжившие участницы первой акции Чипко у деревни Рени (1974) собрались вместе спустя 30 лет

Движение Чипко, или Чипко-Андолан (англ. Chipko Andolan, хинди चिपको आन्दोलन — «прикрепляться») — общественное социально-экологическое движение, использующее методы сатьяграхи (тактики ненасильственной борьбы, разработанной Махатмой Ганди), в первую очередь прикрепление себя к деревьям, которые собираются срубить.
Современное движение началось в 1970-х годах в Гархвальских Гималаях, на территории штата Уттар-Прадеш (сейчас Уттаракханд), из-за возрастающего беспокойства населения быстрым сокращением лесов. Первая известная акция движения состоялась 26 марта 1974 года, когда группа крестьянок из деревни Рени в округе Чамоли (сейчас Уттаракханд), начала действовать с целью предотвращения вырубки деревьев и возвращения им традиционных прав на леса, которым угрожали нанятые правительством штата контракторы. Очень быстро сотни подобных акций состоялись по всему региону, а до 1980-х годов движение распространилось по всей Индии, приведя к выработке чёткого списка требований, и позволив прекратить вырубку лесов во многих регионах.

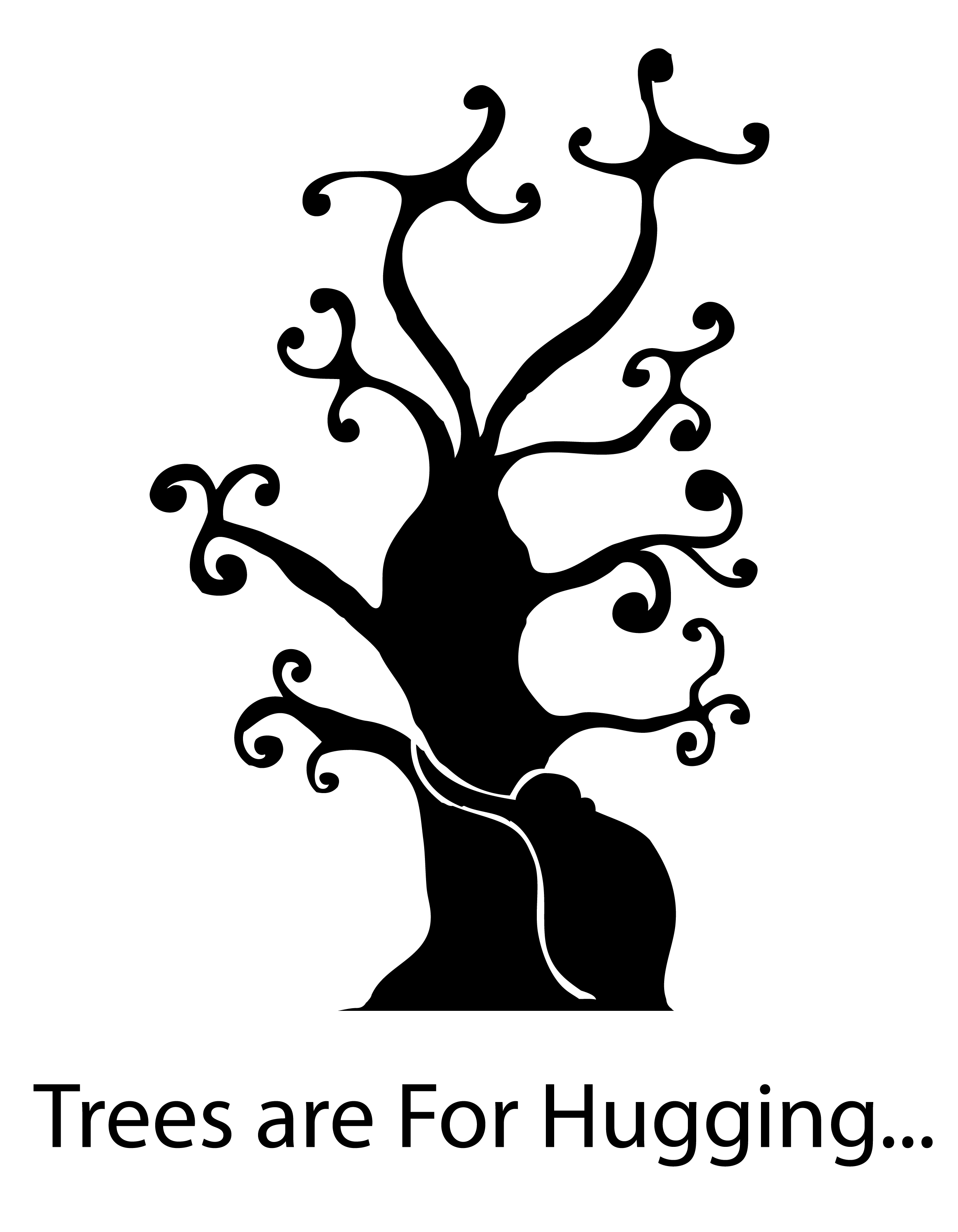

Первые варианты движения, впрочем, существовали намного раньше 20-го века. Первая зарегистрированная акция подобной организации состоялась в деревне Кхеджарли, округ Джодхпур, в 1730 году, когда 363 бишноев во главе с Амритой Деви поплатились жизнью, защищая священные для людей деревья, обнимая их и давая отпор лесорубам, присланным местным правителем. Позднее именно эти действия вдохновили защитников природы на создание движения Чипко.
Хотя движение Чипко сначала защищало не столько природу, сколько средства существования сельских общин, позднее оно стало лозунгом и основой многих природоохранных организаций по всему миру, создав прецедент ненасильственной формы протеста. На время его возникновения в развивающихся странах не существовало других природоохранных движений, из-за чего Чипко быстро достигло мировой известности. Более того, движение всколыхнуло общественное мнение индийцев, которые начали обращать внимание на проблемы жителей традиционных деревень и других меньшинств, и в дальнейшем существенно повлияло на формирование нынешнего образа Индии. Сейчас движение рассматривается не только как социально-экологическое, но и как эко-феминистическое, из-за большой роли женщин в нём.